# Paul Janssen (politicus)

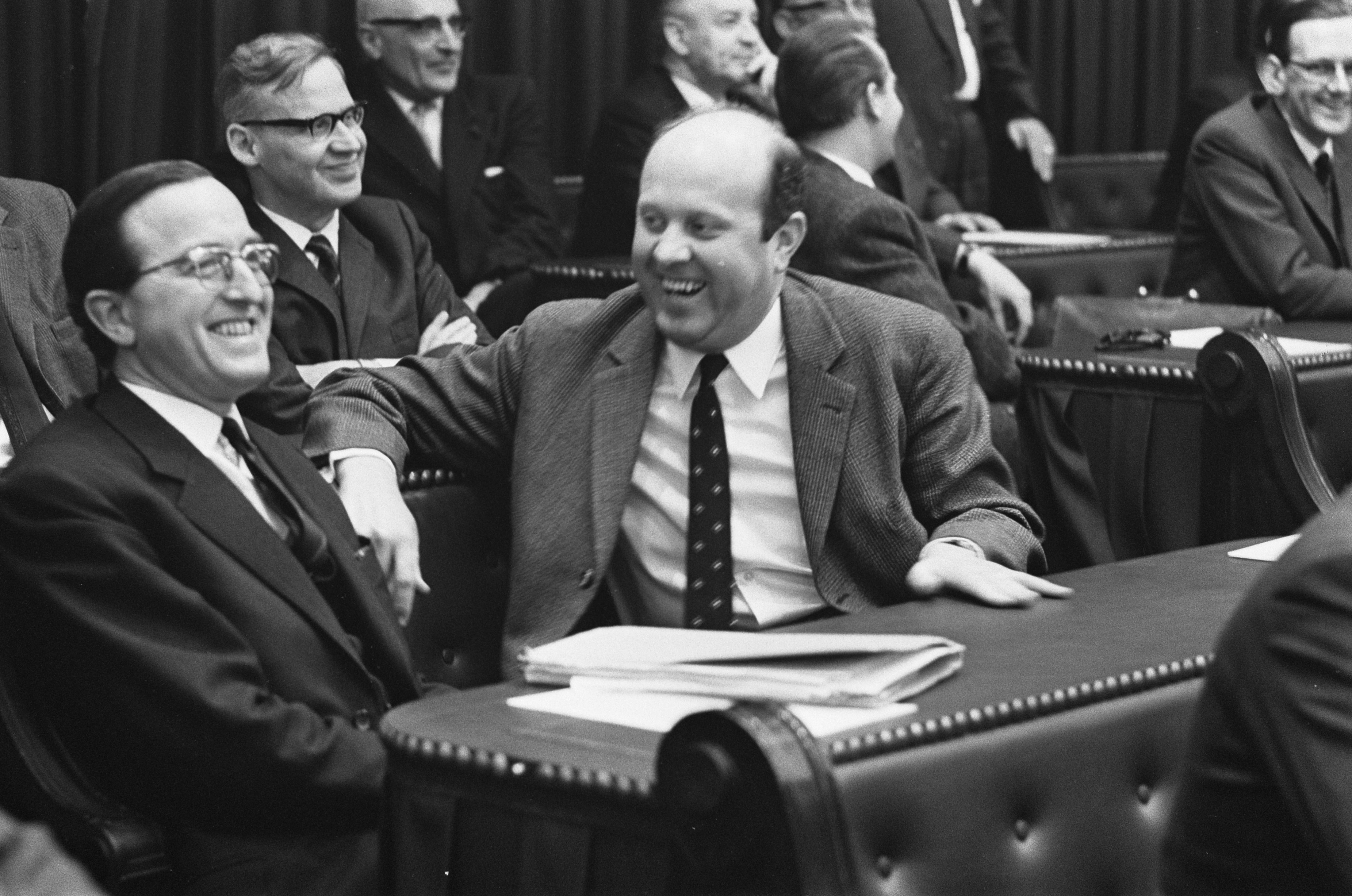
Na te zijn opgestapt uit de KVP-fractie kregen Aarden (links) en Janssen (rechts) een nieuwe bank in de Kamer toegewezen (27 februari 1968)

Paulus Jacobus (Paul) Janssen (Hoeven, 25 februari 1927 – 10 augustus 2012) was een Nederlands katholiek politicus en econoom. Hij was voor zowel de KVP als later de Groep Aarden en PvdA lid van de Tweede Kamer der Staten-Generaal.

## Loopbaan
Janssen studeerde bedrijfseconomie aan de Katholieke Economische Hogeschool van Tilburg. Hij was werkzaam bij de economische calculatie-afdeling bij Philips N.V. te Eindhoven. Daarnaast was hij werkzaam als economisch adviseur bij de Nederlandse Katholieke Bond van Werknemers in de Bouwnijverheid "Sint Joseph" (1965-1968) en lid van de economische commissie van de Katholieke Volkspartij (KVP). Op 23 februari 1967 deed hij zijn intrede in de Tweede Kamer voor de KVP.
In 1968 scheidde Paul Janssen zich samen met Jacques Aarden en Annie Kessel af van de KVP en vormde hij met hen de Groep Aarden, die in april 1968 opging in de nieuw opgerichte Politieke Partij Radikalen (PPR). Bij de Tweede Kamerverkiezingen 1971 was Janssen een van de vier regionale lijsttrekkers van de PPR. Doordat de PPR slechts twee zetels behaalde, kwam hij niet in de Kamer terug. In november 1971 werd hij lid van de Partij van de Arbeid. Van 1972 tot 1976 was hij voor de PvdA Tweede Kamerlid.
Na 1976 was hij werkzaam bij NEHEM.
- Biografisch Portaal: 53821773
- Parlement.com: vg09ll1yyezb